# إرلينغ فوس
إرلينغ فوس (بالدنماركية: Erling Foss)‏ هو كاتب سير ذاتية دنماركي، ولد في 25 فبراير 1897، وتوفي في 15 يونيو 1982.